# Adolph Olson Eberhart
Adolph Olson Eberhart (Kil, 23 giugno 1870 – Savage, 6 dicembre 1944) è stato un politico statunitense. Fu il 17º governatore del Minnesota.

## Infanzia ed istruzione
Adolph Olson Eberhart nacque a Kil, in Svezia, da Andrew e Louise Olson. A causa delle cattive condizioni economiche, Andrew, Louise e tutta la famiglia, tranne Adolph, emigrarono a St. Peter, nel Minnesota. Nel 1882, Adolph si unì alla famiglia. Eberhart si laureò presso il Gustavus Adolphus College, college luterano di St. Peter (1895) e studiò legge in uno studio legale di Mankato, in Minnesota.

## Carriera

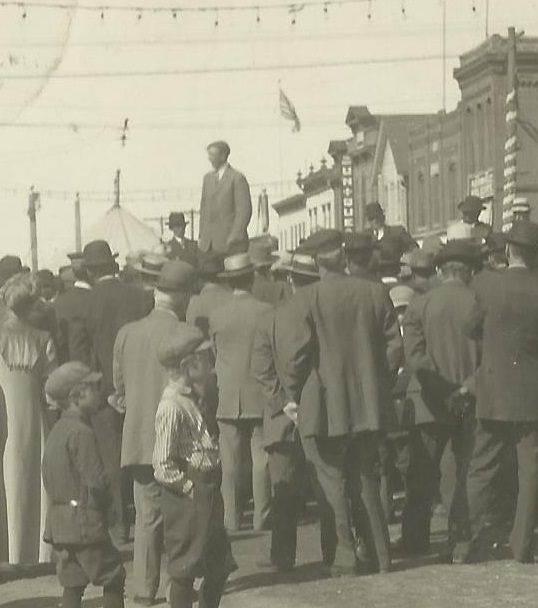
Eberhart, attorniato da una folla, in una fiera di contea a Zumbrota, in Minnesota.

Eberhart fu membro del Senato del Minnesota dal gennaio 1903 al gennaio 1907. Nel 1906 fu eletto vicegovernatore. In seguito alla morte del governatore John Albert Johnson, Eberhart divenne governatore il 21 settembre 1909. In seguito, vinse altre due volte le elezioni come governatore, rimanendo in tale ruolo fino al gennaio 1915.
Eberhart si dimostrò un amministratore efficiente ed un politico navigato, nonostante fu varie volte oggetto di critiche anche da parte dei repubblicani. Eberhart non riuscì ad ottenere un quarto mandato come governatore e un'altra sconfitta nel 1916 alle primarie del Senato degli Stati Uniti segnò la fine della sua carriera politica. Dopo un breve impiego nel campo immobiliare a Chicago, si ritirò in una casa di riposo dove morì a Savage, in Minnesota.